# Arquitectura tallada en la roca a l'Índia

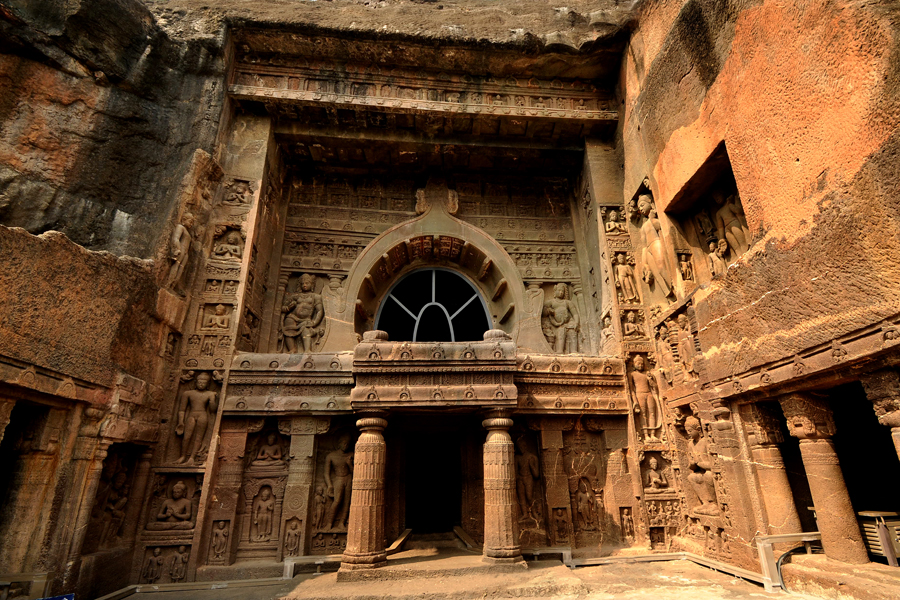
Cova 19, Ajanta, una sala chaitya del s. V

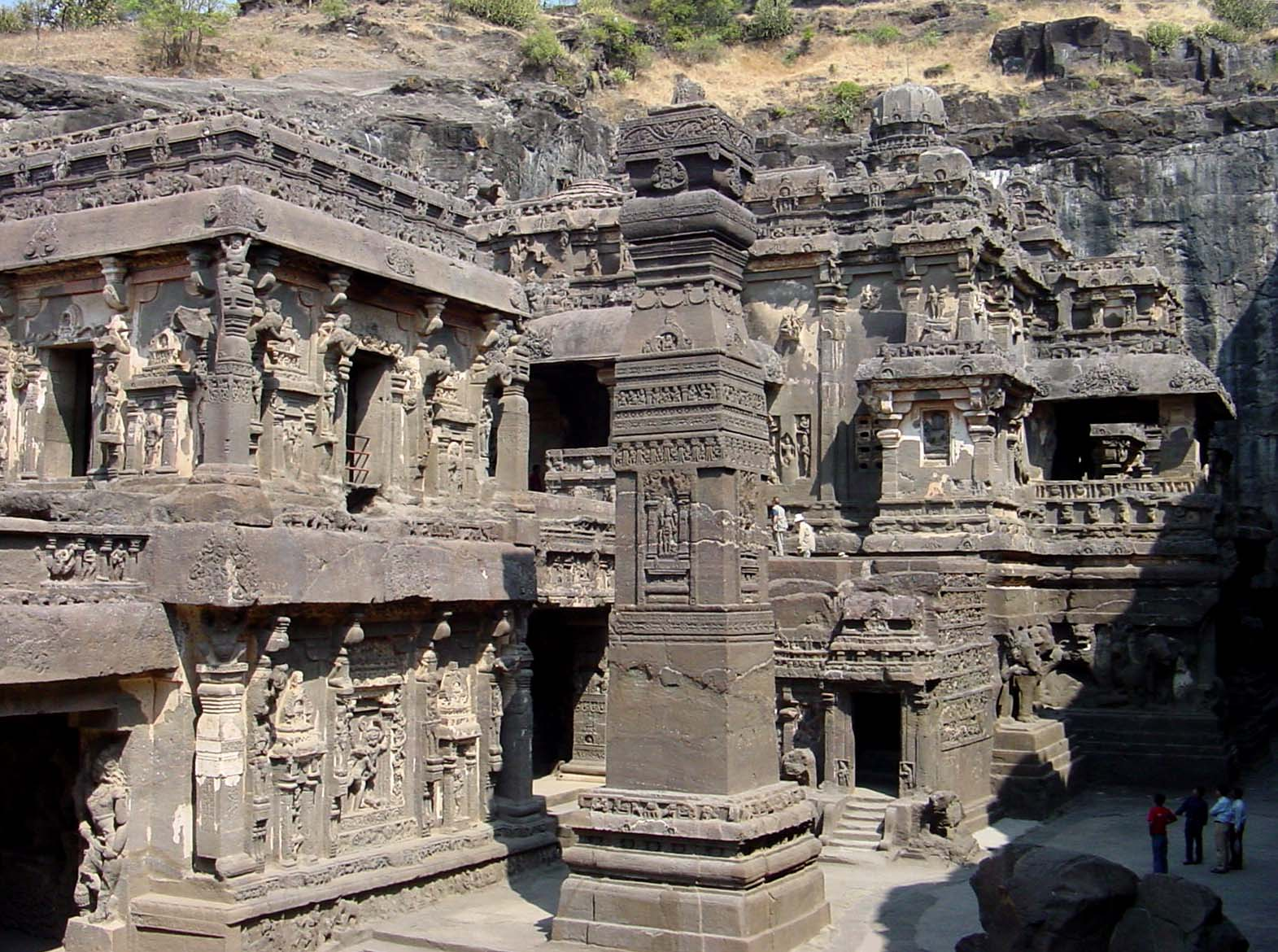
Temple Kailash, cova 16 a Ellora

L'arquitectura tallada en la roca, també dita arquitectura rupestre, a l'Índia es refereix a les construccions excavades o esculpides en coves o parets rocoses per les civilitzacions antigues de l'Índia, molt variada, que es troba en més abundància ací que en qualsevol altre indret del món. L'arquitectura tallada a la roca és la pràctica de crear una edificació tallant a la roca natural sòlida, retirant la roca que no forme part de l'edificació, fins que l'única roca quede conforme amb els elements arquitectònics de l'interior excavat. L'arquitectura índia tallada a la roca sol ser de naturalesa religiosa.
Hi ha més de 1.500 edificacions conegudes tallades a la roca a l'Índia, la majoria adornades amb exquisides talles de pedra i moltes n'alberguen obres d'art d'importància mundial. Aquestes edificacions antigues i medievals representen assoliments significatius de l'enginyeria estructural i de l'artesania.
A l'Índia, les coves s'has considerat des d'antic com a llocs sagrats, condició que mantenien les coves que eren engrandides o fetes per les persones, tan sagrades com les coves naturals. El santuari en totes les edificacions religioses índies, fins i tot en les independents, es dissenyava per tenir-hi la mateixa sensació que en una cova, ja que generalment eren petits i foscs, sense llum natural. L'arquitectura més antiga en roca es troba a les coves de Barabar, a l'estat de Bihar, construïdes al voltant del s. III ae. Altres temples primerencs en coves es troben a l'oest de l'altiplà del Dècan; aquests són sobretot santuaris i monestirs budistes, que daten entre 100 ae i 170 de. Originàriament hi hauria edificacions de fusta associades a elles, que s'haurien deteriorat amb el temps.
Històricament, els artesans dissenyaven elements de fusta als temples tallats a la roca: hàbils artesans tallaven les roques per imitar la textura, les vetes i l'estructura de la fusta. Els temples més antics inclouen les coves de Bhaja, Karla, Bedse, Kanheri i algunes d'Ajanta. Les relíquies trobades en aquestes coves suggereixen una connexió entre el món religiós i el comercial. Els missioners budistes haurien acompanyat els comerciants en les concorregudes rutes internacionals a través de l'Índia. Alguns dels temples de coves més sumptuosos, encarregats per comerciants rics, incloïen pilars, arcs i elaborades façanes. Es feren durant el període en què el comerç marítim prosperà entre l'Imperi romà i el sud-est asiàtic.
Tot i que els temples en edificacions independents ja es construïen al s. V, els temples tallats a la roca es continuaren fent en paral·lel. Més tard, l'arquitectura de les coves tallades a la roca es feu més sofisticada, com a les coves d'Ellora. El temple monolític de Kailash es considera el zenit d'aquest tipus de construcció. Els temples en coves es construïren fins al s. XII. Després les roques es tallaven en blocs i s'usaven en edificacions independents. Kailash fou el darrer i espectacular temple excavat a la roca. S'han trobat nombrosos relleus en roca, escultures en relleu tallades a les cares de roca, fora de les coves o en altres llocs.

## Coves naturals primerenques

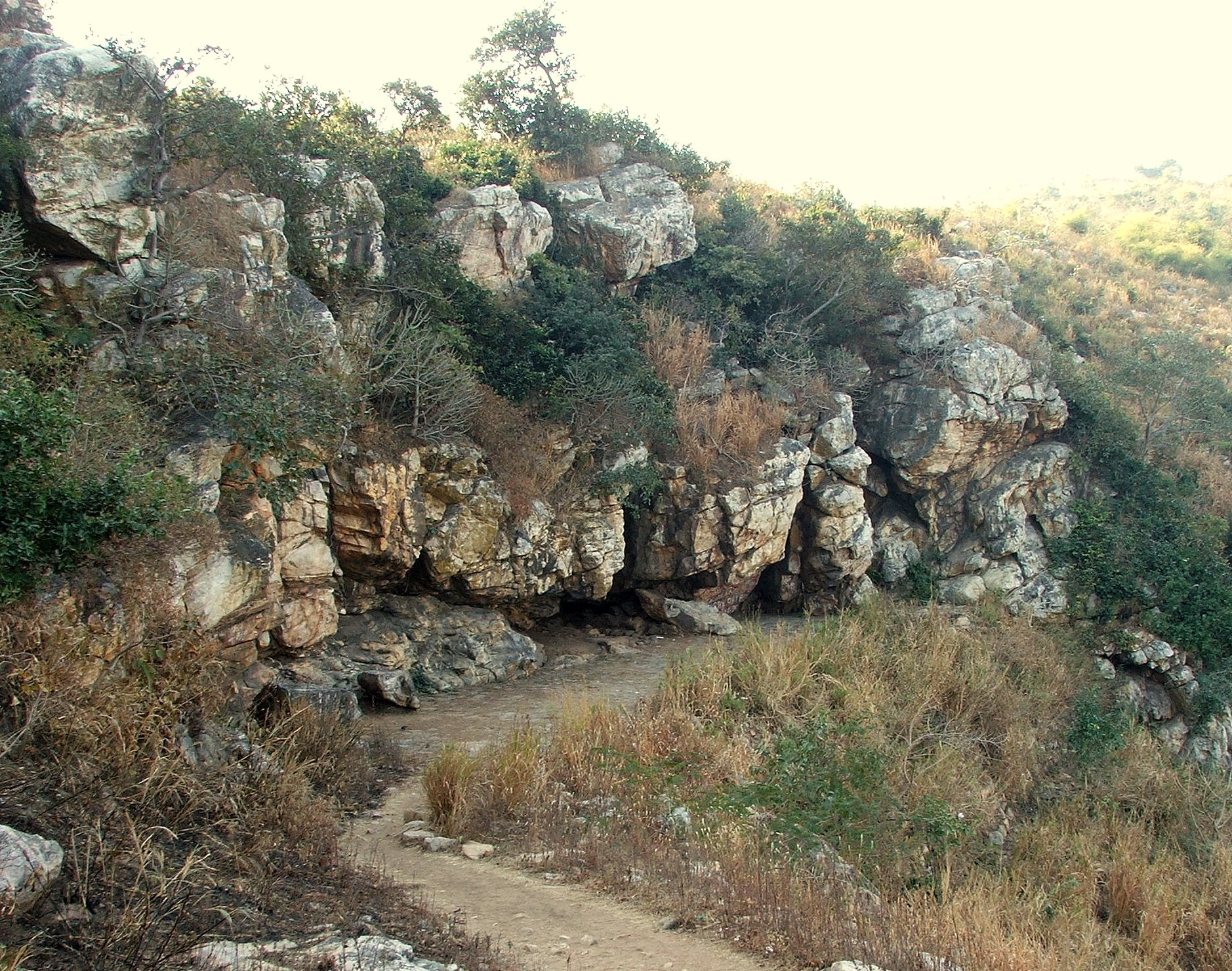
Cova Saptaparni, lloc de retir de Buda

Les coves més antigues utilitzades pels humans eren coves naturals que ocupaven o usaven per a diversos propòsits, com santuaris i refugis. Les evidències suggereixen que les coves s'ocuparen per primera vegada, i lleument alterades, durant els períodes Paleolític i Mesolític, fins a aproximadament 6000 ae. Aquests canvis no es consideren arquitectura. Els exemples primers n'inclouen la decoració de roques penjants amb dissenys tallats a la roca. Els refugis rocosos de Bhimbetka, ara declarats Patrimoni de la Humanitat per la UNESCO, se situen a la vora de l'altiplà del Dècan, on la forta erosió ha deixat massius afloraments de gres. Els investigadors han trobat eines primitives i pintures rupestres decoratives fetes per humans en moltes coves de l'àrea.
Durant l'època de Buda (ca. 563/480 o ca. 483/400 ae), els monjos budistes també tenien el costum d'usar coves naturals, com la de Saptaparni, al sud-oest de Rajagriha, Bihar. Molts creuen que és el lloc on Buda passà un temps abans de la mort, i on es feu el primer concili budista després de la mort de Buda (paranirvana). El mateix Buda també usà la cova d'Indrasala per a meditar, començant una tradició d'usar coves, naturals o fetes per persones, com a retirs religiosos, que duraria més d'un mil·lenni.

## Coves artificials de l'Índia oriental (s. III-II ae)
Al s. III ae comença a desenvolupar-se l'arquitectura índia en la roca, amb les coves de Barabar, hui a l'estat de Bihar, ja molt sofisticades i patrocinades per l'estat, dedicades per Aixoka al voltant de l'any 250 ae. Aquestes coves artificials mostren un alt nivell de competència tècnica: s'ha tallat l'extremadament dura roca de granit de forma geomètrica i polida fins a obtenir un acabat semblant a un espill. Hi ha una altra cova amb l'estructura i qualitats de poliment de les coves de Barabar, però sense cap inscripció, la cova de Sitamarhi, a 20 km de Rajagriha i a 10 km al sud-oest d'Hisua, també datada en l'època de l'Imperi màuria. És més petita que les coves de Barabar, té només 4,91 x 3,43 m, amb una altura de sostre de 2,01 m. L'entrada també és trapezoidal, com a les coves de Barabar. Finalment, les coves jainites de Son Bhandar a Rajagriha, datades als s. II-IV, comparteixen una àmplia estructura que recorda les coves de Barabar, amb algunes petites àrees de poliment irregular, la qual cosa porta alguns autors a suggerir que realment podrien ser contemporànies, i fins i tot anteriors, a les coves de Barabar, i que en serien un precedent i un pas evolutiu.

Al sud-est de Bihar, les coves d'Udayagiri i Khandagiri, parcialment naturals i artificials, s'excavaren prop de la ciutat de Bhubaneswar, hui en l'estat d'Orissa. Les coves se situen en dos pujols adjacents, Udayagiri i Khandagiri, esmentades com Kumari Parvat en la inscripció Hathigumpha. Són una sèrie de coves finament tallades i ornades construïdes durant el s. II ae. Es creu que la majoria d'aquestes coves s'excavaren com a blocs residencials per als monjos jainistes durant el regnat de Kharavela.[20] Udayagiri significa 'pujol de l'alba' i té 18 coves, mentre que Khandagiri en té quinze.

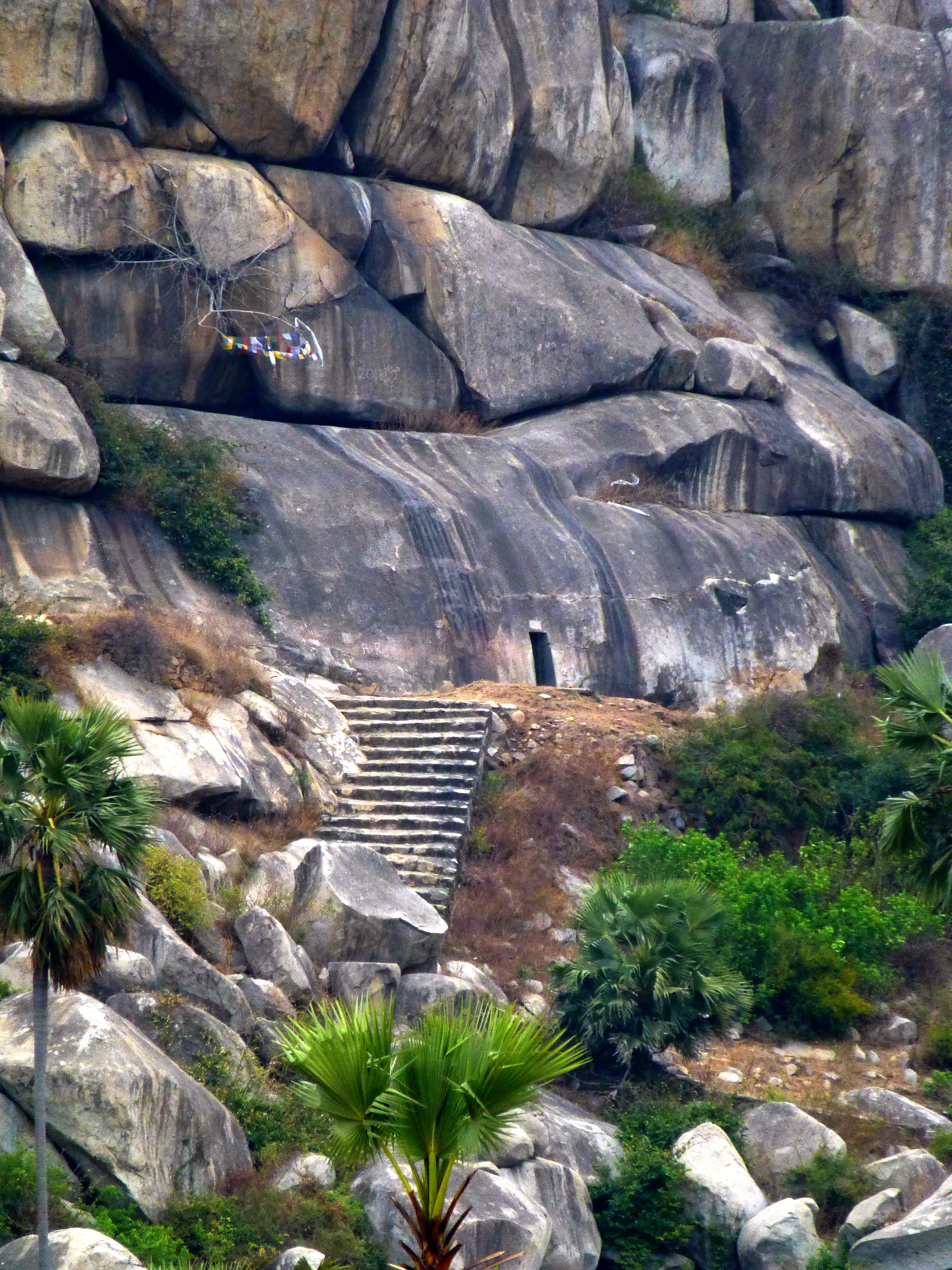
Entrada de la cova de Gopika, a les coves de Barabar, s. III ae
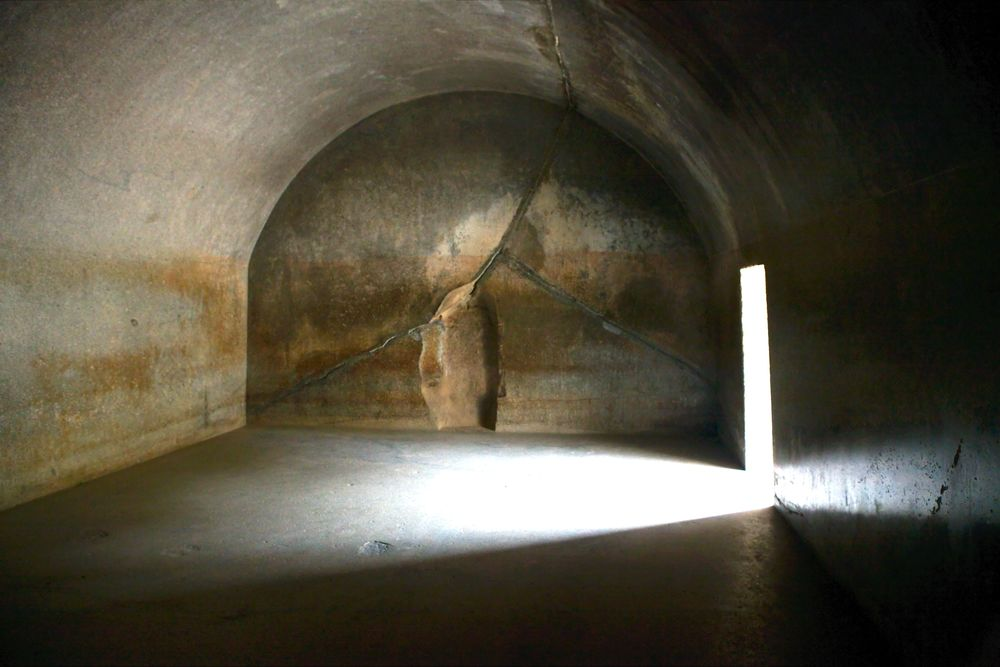
Interior polit de Sudama, a les coves de Barabar, s. III ae
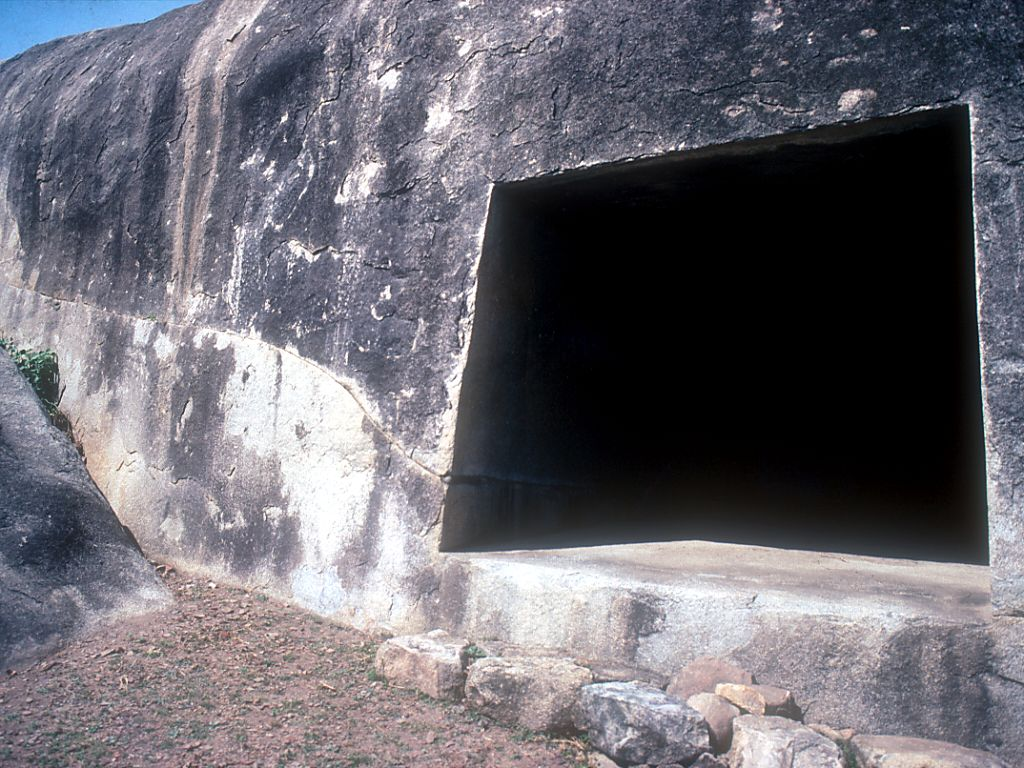
Entrada a la cova de Visvakarma, a les coves de Barabar, s. III ae
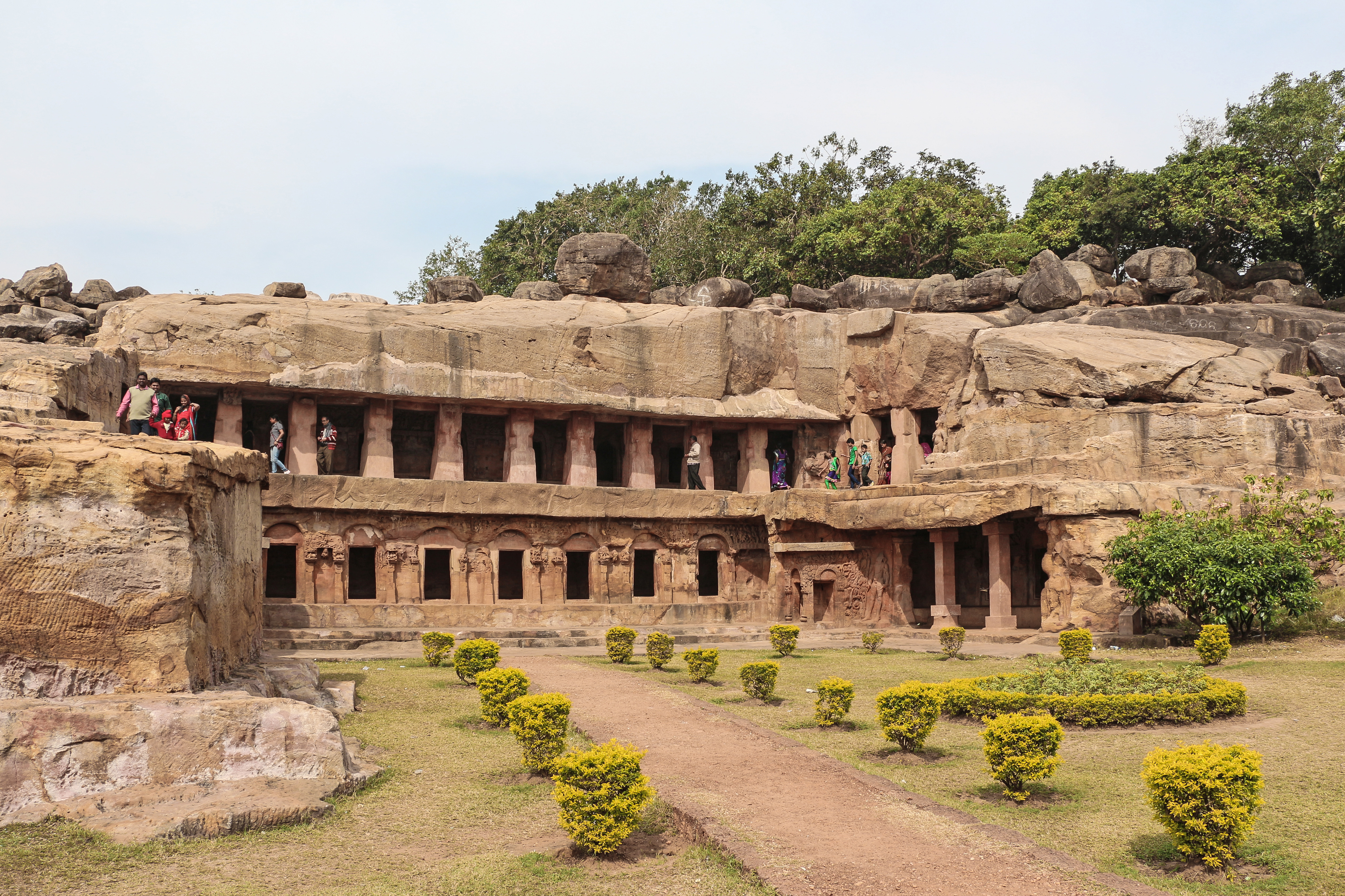
Coves d'Udayagiri i Khandagiri, s. II ae

## Coves artificials de l'Índia occidental
Després de les coves de Barabar, es feren grans esforços per construir coves religioses a l'Índia occidental fins al s. VI. El poliment de les parets de la cova, però, s'abandonà per sempre. Coves tan grandioses com les de Karla (s. I) o les d'Ajanta (s. V) no tenen poliment. Això podria ser perquè les coves màuria les patrocinà el govern imperial de Màuria, la qual cosa permeté que s'hi disposaren enormes recursos, mentre que les coves posteriors foren essencialment resultat de donacions de comuners, que no podien sostenir un nivell de despesa tan alt.

### Primera onada de construcció (s. II ae)

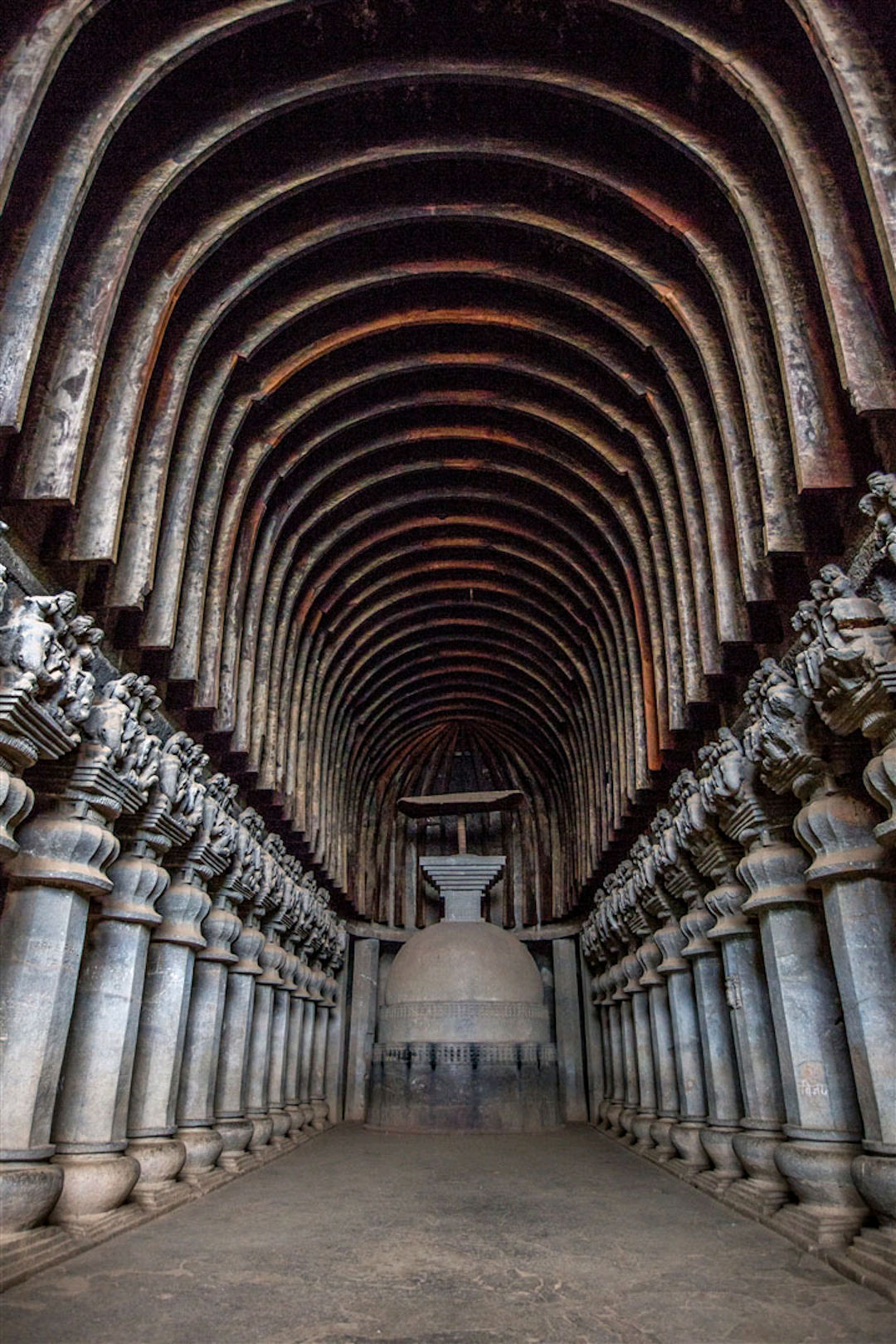
El gran Chaitya a les coves de Karla, Maharashtra, s. I

Probablement a causa de la caiguda al s. II ae de l'Imperi màuria i de les subsegüents persecucions del budisme per Pushyamitra Sunga, es pensa que molts budistes marxaren al Dècan sota la protecció de la dinastia Andhra, traslladant així l'esforç de construcció de coves a Índia occidental: coves religioses (generalment budistes o jainistes) fins al s. II de, que culmina amb les coves de Karla o les de Pandavleni. Aquestes coves generalment seguien un pla absidal amb una stupa a la part posterior per a les chaityas, i una planta rectangular amb cel·les circumdants per als viharas.
Quan hi arribaren els missioners budistes, es dirigiren a les coves per usar-les com a temples i estatges, d'acord amb les seues idees religioses d'ascetisme i vida monàstica. La topografia dels Ghats occidentals, amb turons de basalt de cim pla, barrancs i penya-segats, s'adaptava a les seues inclinacions culturals. Les primeres coves de Kanheri s'excavaren als s. I i II, igual que les d'Ajanta, que foren ocupades contínuament per monjos budistes des del 200 ae fins al 650 de. Com que el budisme fomentava la participació en el comerç, els monestirs sovint es convertiren en escales per als comerciants de l'interior i proporcionaven cases d'allotjament al llarg de les rutes comercials. A mesura que cresqueren les dotacions, els interiors de les coves es feren més elaborats, i es decoraren les parets amb pintures, relleus i talles intricades. Molts donants proporcionaren fons per a la construcció d'aquestes coves i hi deixaren inscripcions, laics, membres del clergat, funcionaris governamentals i fins i tot estrangers com Yavanas (grecs) que representen el 8% de les inscripcions. S'afegiren façanes als exteriors, mentre que els interiors s'assignaven per a usos específics, com monestirs (vihara) i sales de culte. Al llarg dels segles, les coves s'assemblaven a edificis independents, formalment dissenyades i amb artesans i obrers altament qualificats per completar-les. Aquests artesans no havien oblidat les seues arrels de treball en fusta i imitaven els matisos d'una edificació de fusta i la veta en treballar la pedra.

Exemples primerencs d'arquitectura rupestre són les coves basadi, budistes i jainistes, temples i monestirs molts d'ells amb gavakshas. La naturalesa ascètica d'aquestes religions feu que els seus seguidors visqueren en coves naturals, lluny de les ciutats, i aquestes s'embelliren amb el temps. Encara que molts temples, monestirs i stupes foren destruïts, en contrast, els temples a les coves es conservaren molt bé, ja que són menys visibles i menys vulnerables al vandalisme, a més d'estar fets d'un material més durador que la fusta i la maçoneria. Hi ha al voltant de 1.200 temples en coves que encara subsisteixen, la majoria budistes. Les residències dels monjos es deien viharas i els santuaris de les coves, anomenats chaityas, eren per al culte de la congregació. La primera garbhagriha tallada a la roca, semblant a les independents posteriors, tenia una cambra circular interior amb pilars per crear un camí circumval·latori al voltant de la stupa i una sala rectangular exterior per a la congregació dels devots.

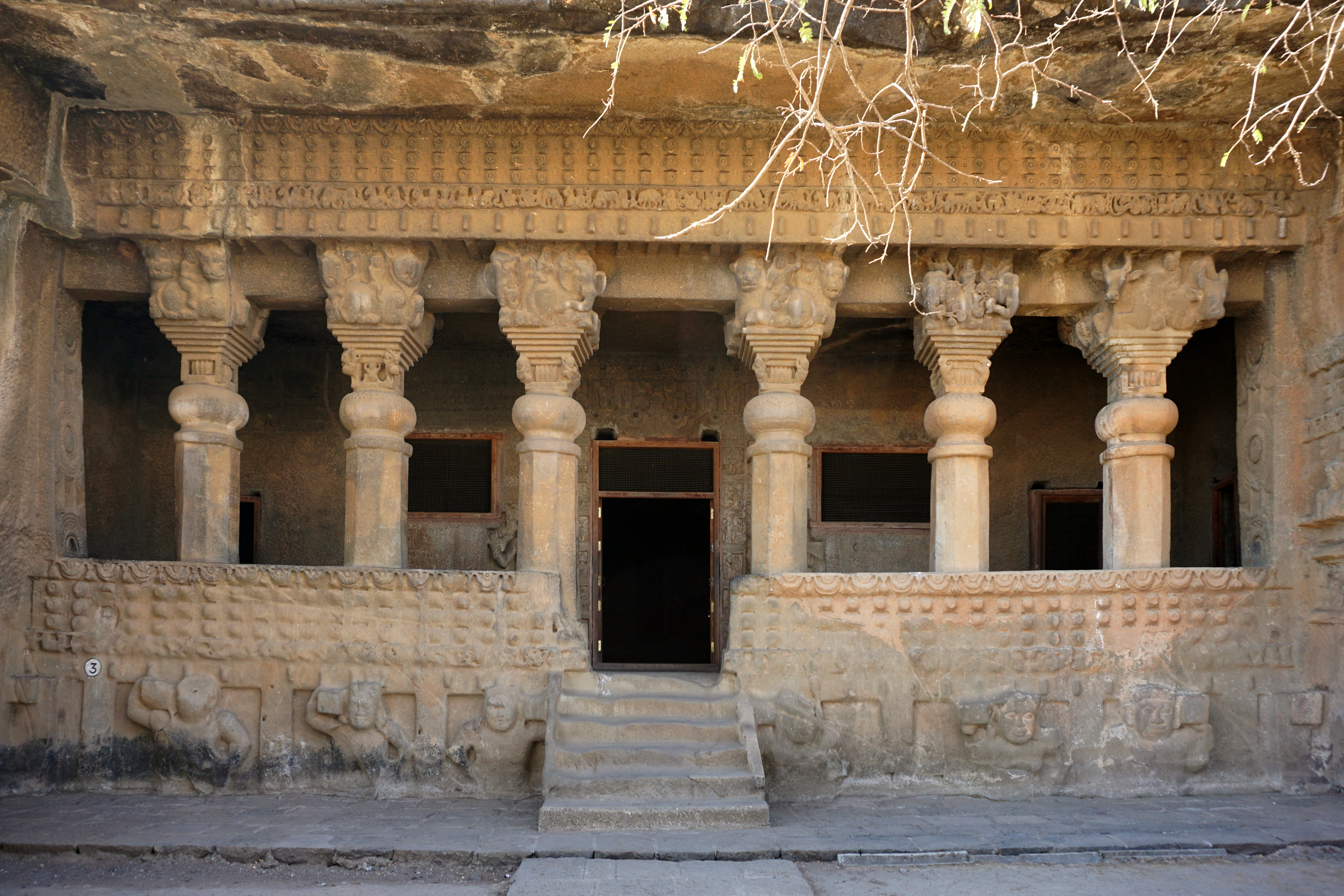
Gautamiputra vihara a les coves Pandavleni, construïdes al s. II ae
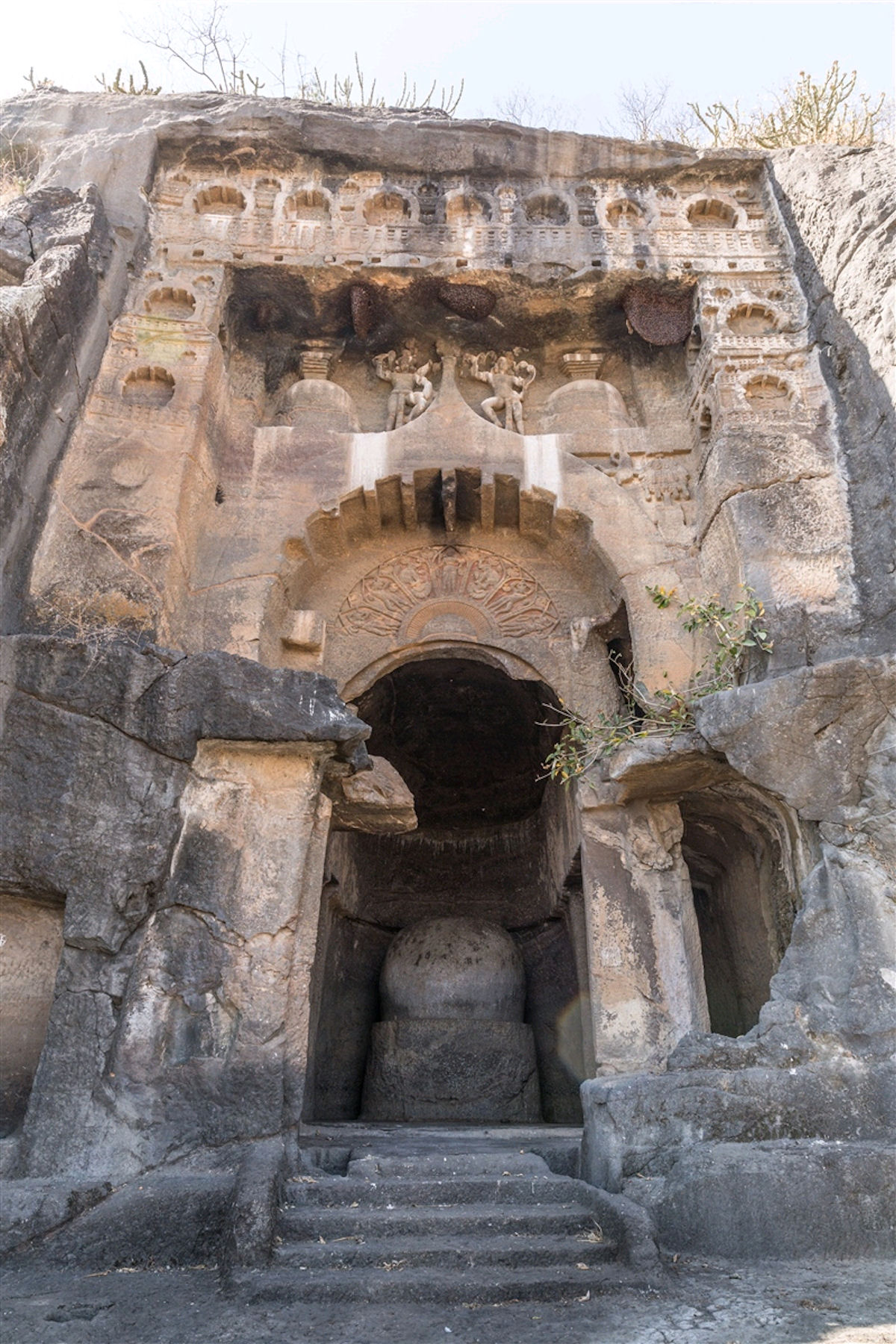
Coves de Manmodi, a Junnar, s. II
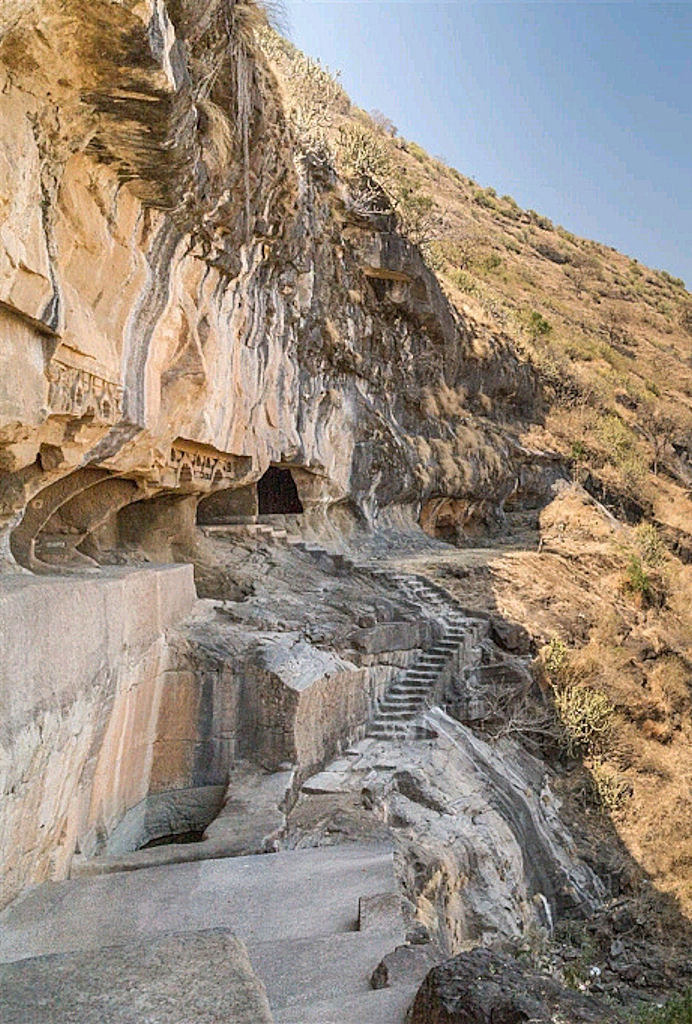
Coves de Tulja, a Junnar
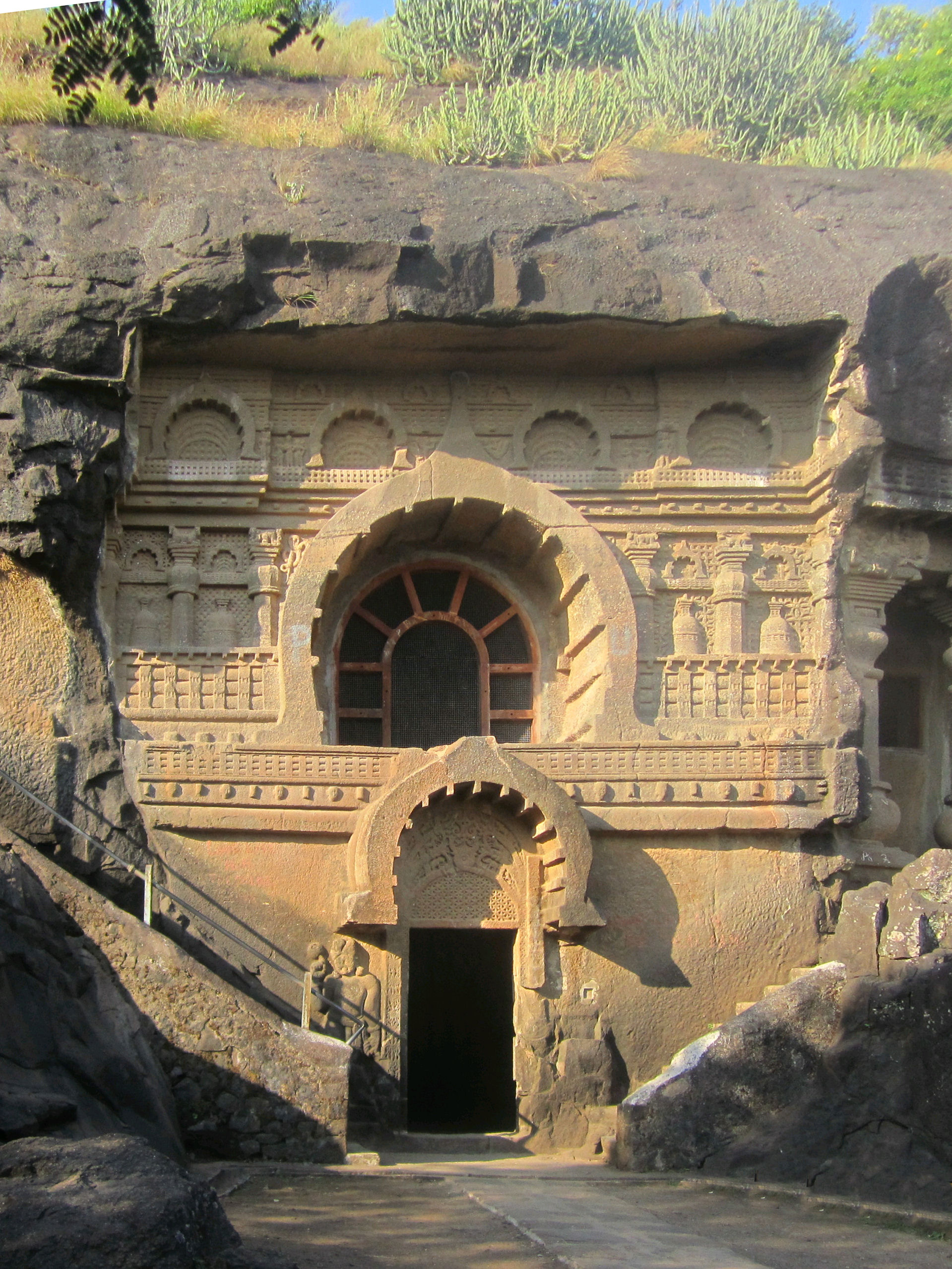
Façana Chaitya a les coves de Pandavleni

### Segona onada de construcció de coves (s. V-VI)

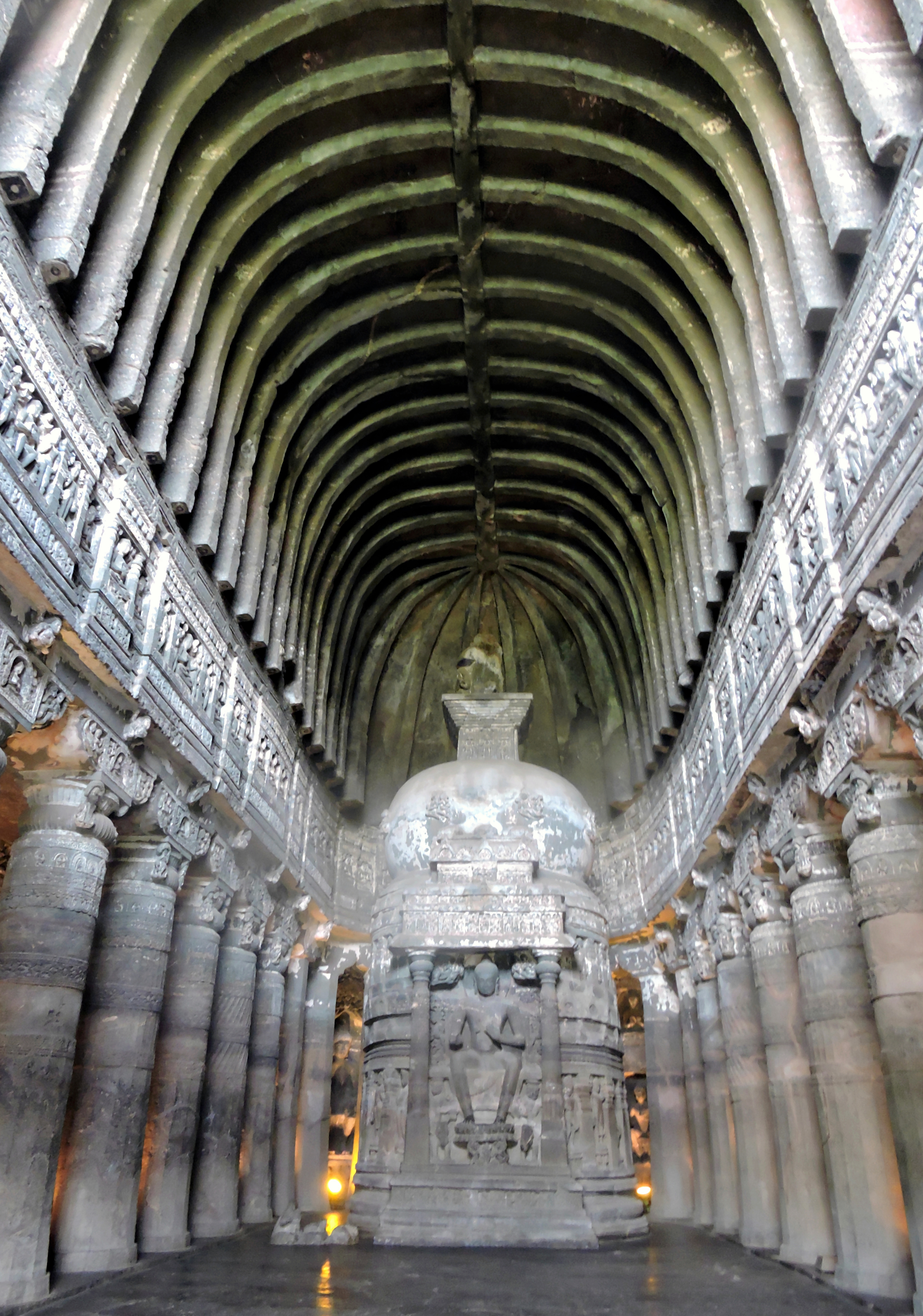
Cova 26 a Ajanta, ca. 480

La construcció de coves s'esvairia després del s. II de, possiblement a causa del sorgiment de la branca del budisme Mahayana i la intensa producció arquitectònica i artística associada a Gandhara i Amaravati. La construcció de coves excavades a la roca reviscolarà breument al s. VI, amb els magnífics cims d'Ajanta i Ellora, abans de cedir finalment quan l'hinduisme reemplaçà al budisme en el subcontinent, i els temples independents hi prevalgueren.
Les coves d'Ajanta a Maharashtra, declarades el 1983 Patrimoni de la Humanitat, són 30 temples budistes tallats a la roca a la paret vertical d'un congost als pujols de les muntanyes Sahyadri, a prop d'un estany que és alimentat per cascades. Igual que totes les ubicacions de coves budistes, aquesta és a prop de les principals rutes comercials i les construccions abasten del s. II ae a l'I ae. Durant el regnat vakataka d'Harisena, entre 460 i 478, el lloc visqué un període d'intensa activitat excavadora. S'hi troba gran varietat d'escultures decoratives, columnes tallades i relleus, que inclouen cornises i pilastres exquisidament treballats. Artesans qualificats construïren en la roca viva per imitar la construcció amb bigues de fusta (com a les llindes), amb vetes i la intricada talla decorativa, tot i que arquitectònica, car els elements eren ornamentals i no funcionals en sentit clàssic.

Més tard, alguns reis hindús de l'Índia meridional erigiren molts temples en coves dedicats a déus i dees hindús. Un exemple prominent en són els temples de Badami, antiga capital dels txalukes, excavats al s. VI. Hi ha quatre temples excavats als costats dels penya-segats, tres hindús i un de jainista, que tenen elements arquitectònics tallats, com pilars i suports decoratius, així com escultures finament tallades i panells de sostre ricament gravats. Molt a prop hi ha molts petits santuaris en coves budistes.

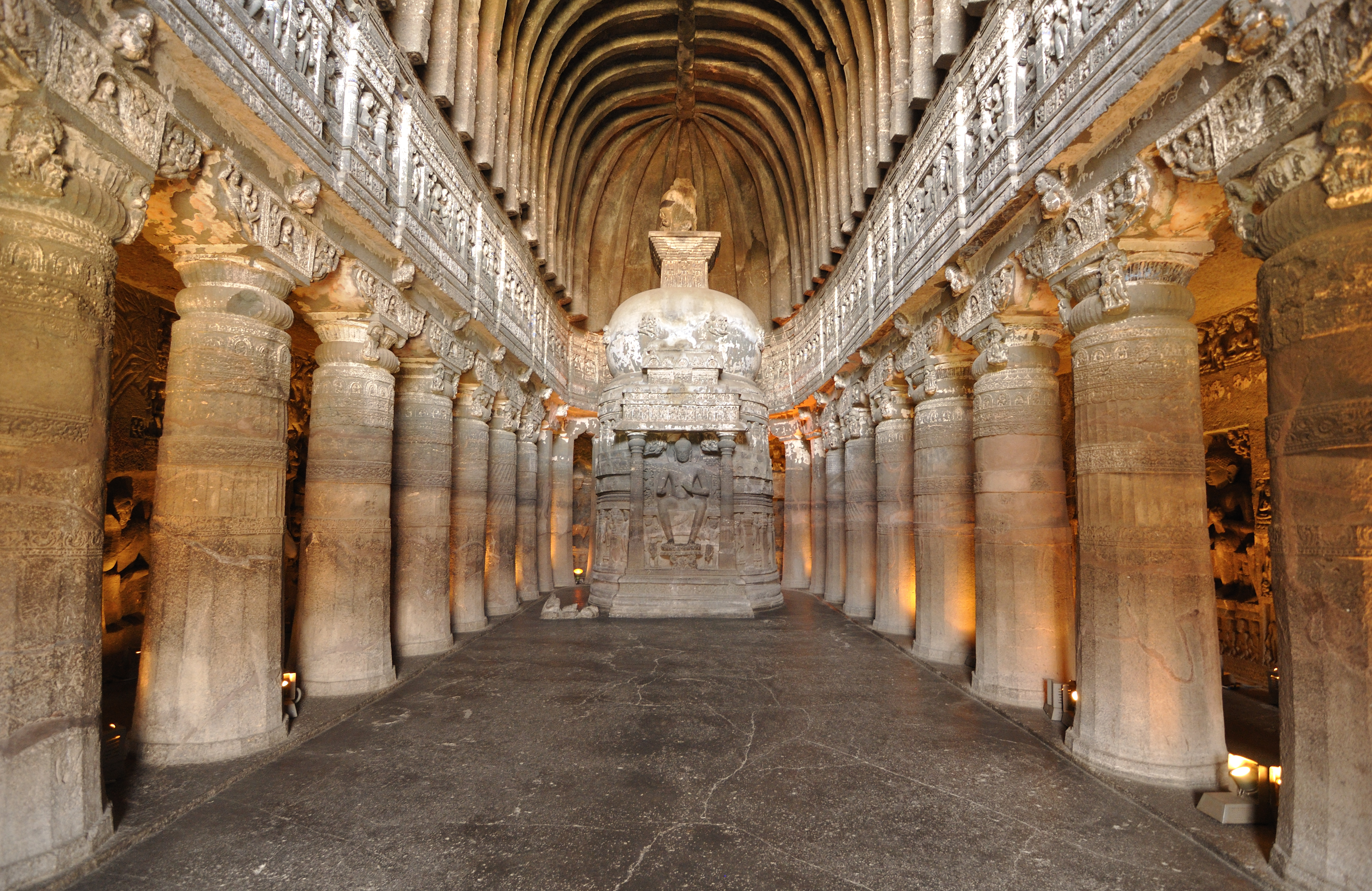
Les coves d'Ajanta són 30 monuments budistes excavats en coves, construïts sota els vakatakass
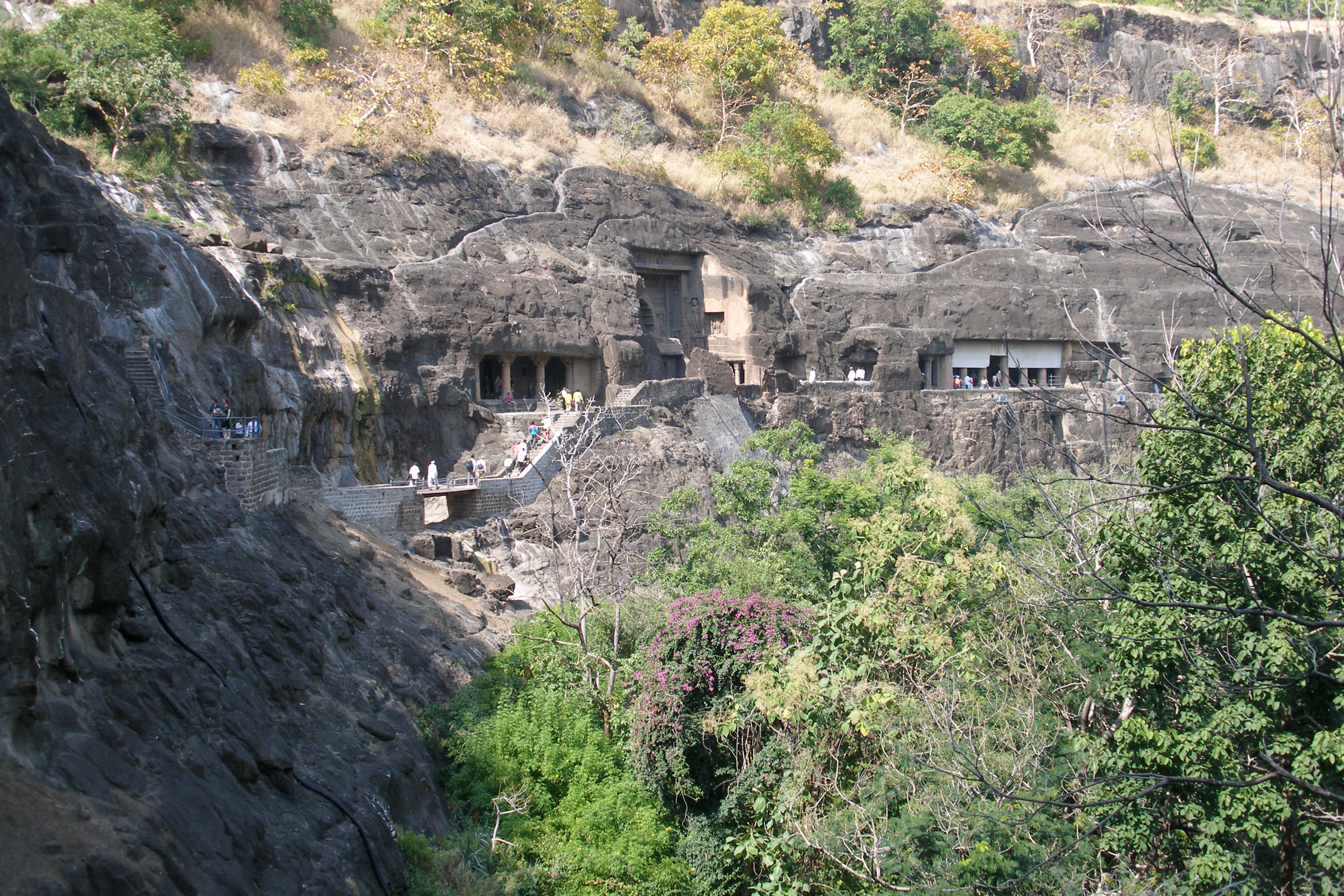
Algunes de les 29 coves d'Ajanta
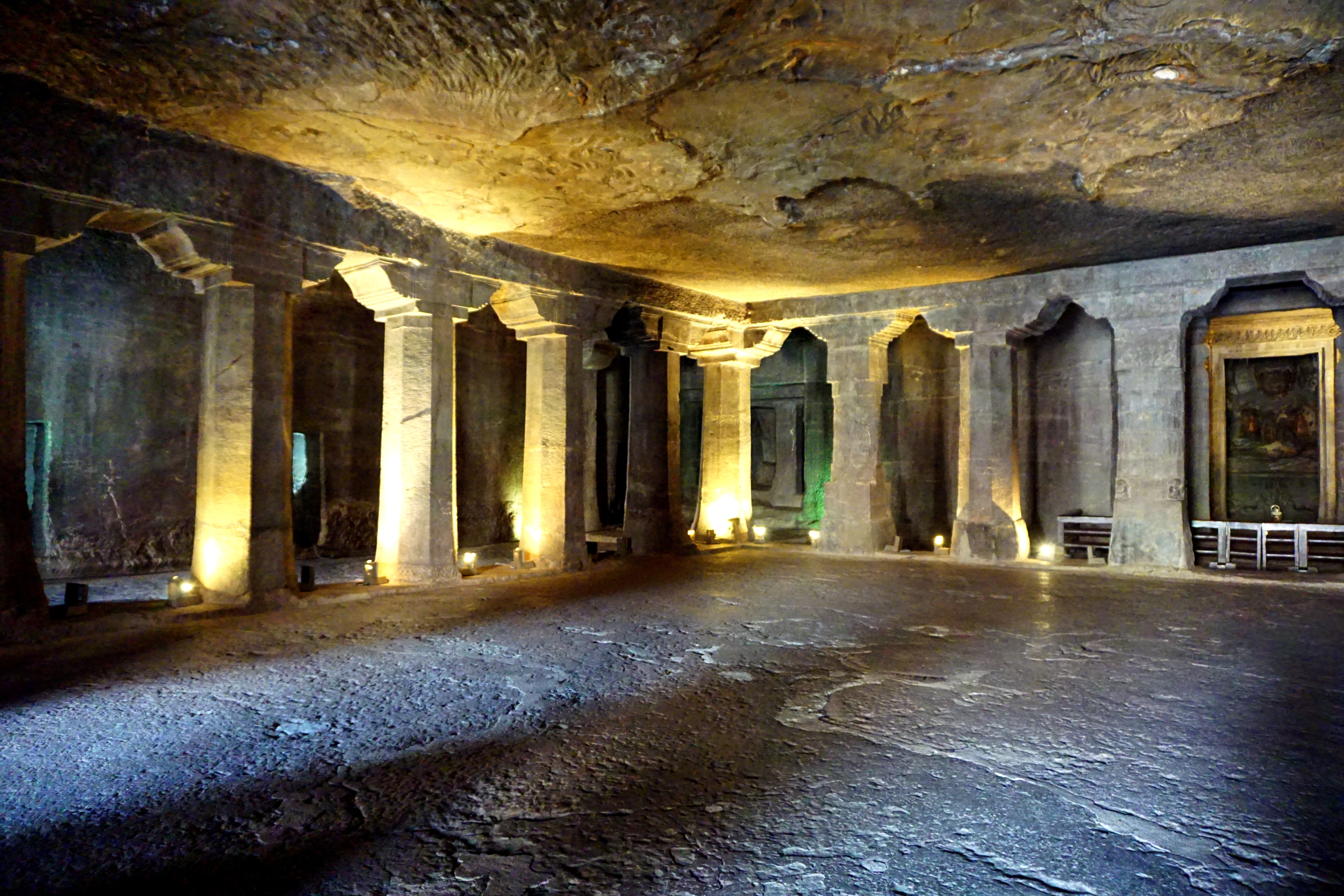
Vihara (monestir) amb la seua sala quadrada envoltada de cel·les de monjos. Cova núm. 4 d'Ajanta
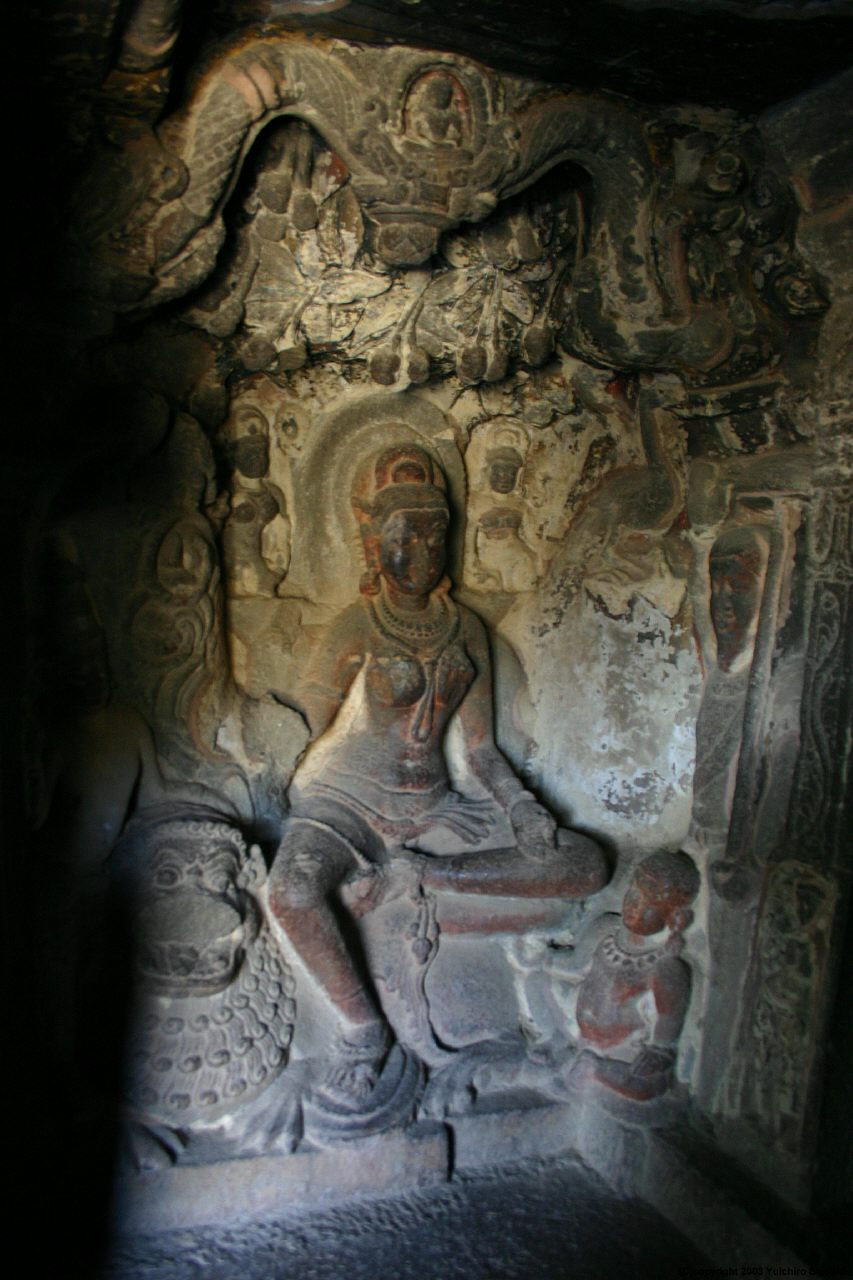
Cova núm. 34 d'Ellora

L'arquitectura de roca també es desenvolupà amb l'aparició dels baoris —aljubs esglaonats— a l'Índia, que daten del 200-400. Després es construïren pous a Dhank (550-625) i aljubs esglaonats a Bhinmal (850-950).

## Temples monolítics tallats a la roca

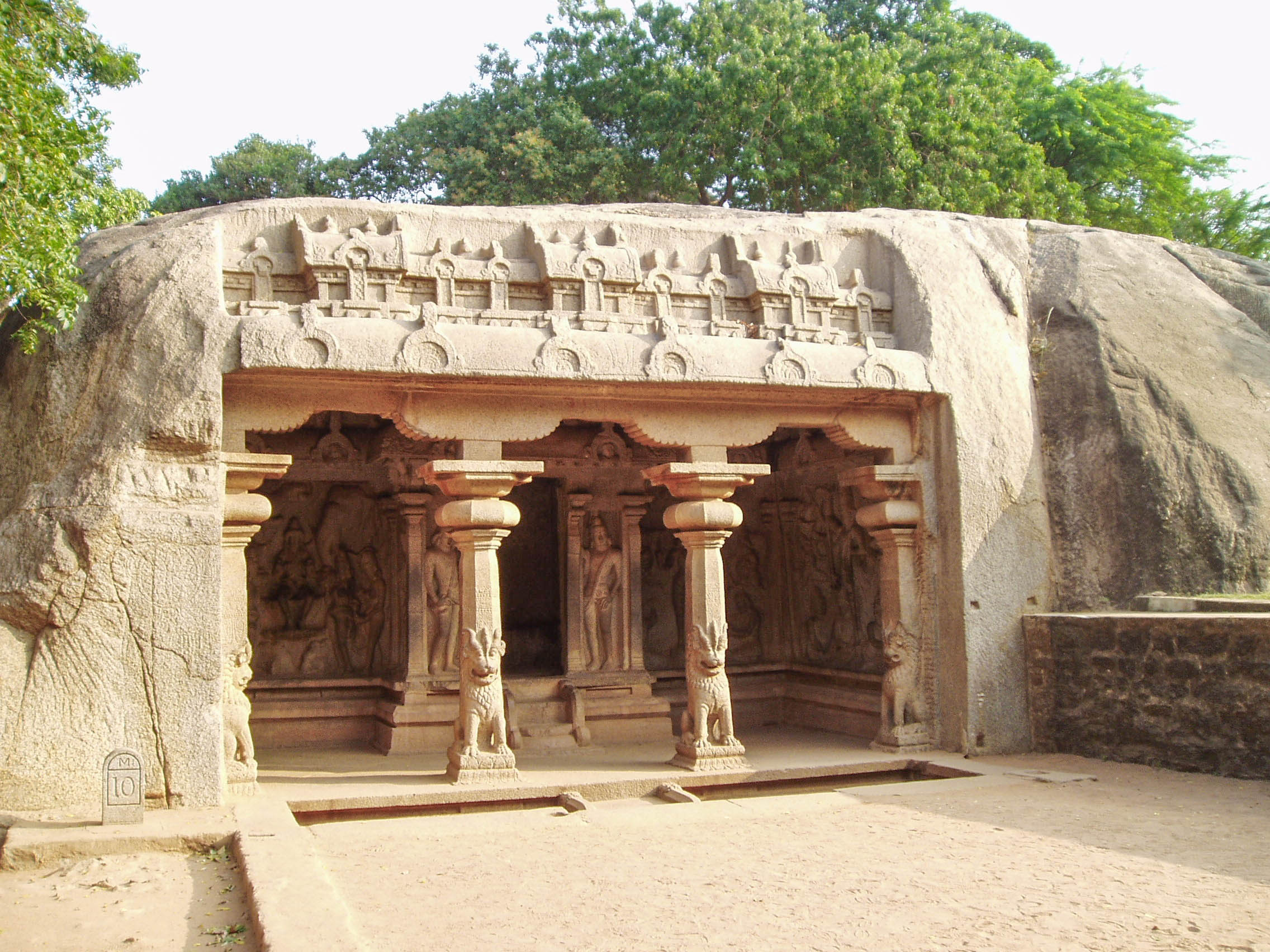
Temple de la cova de Varaha (s. VII)

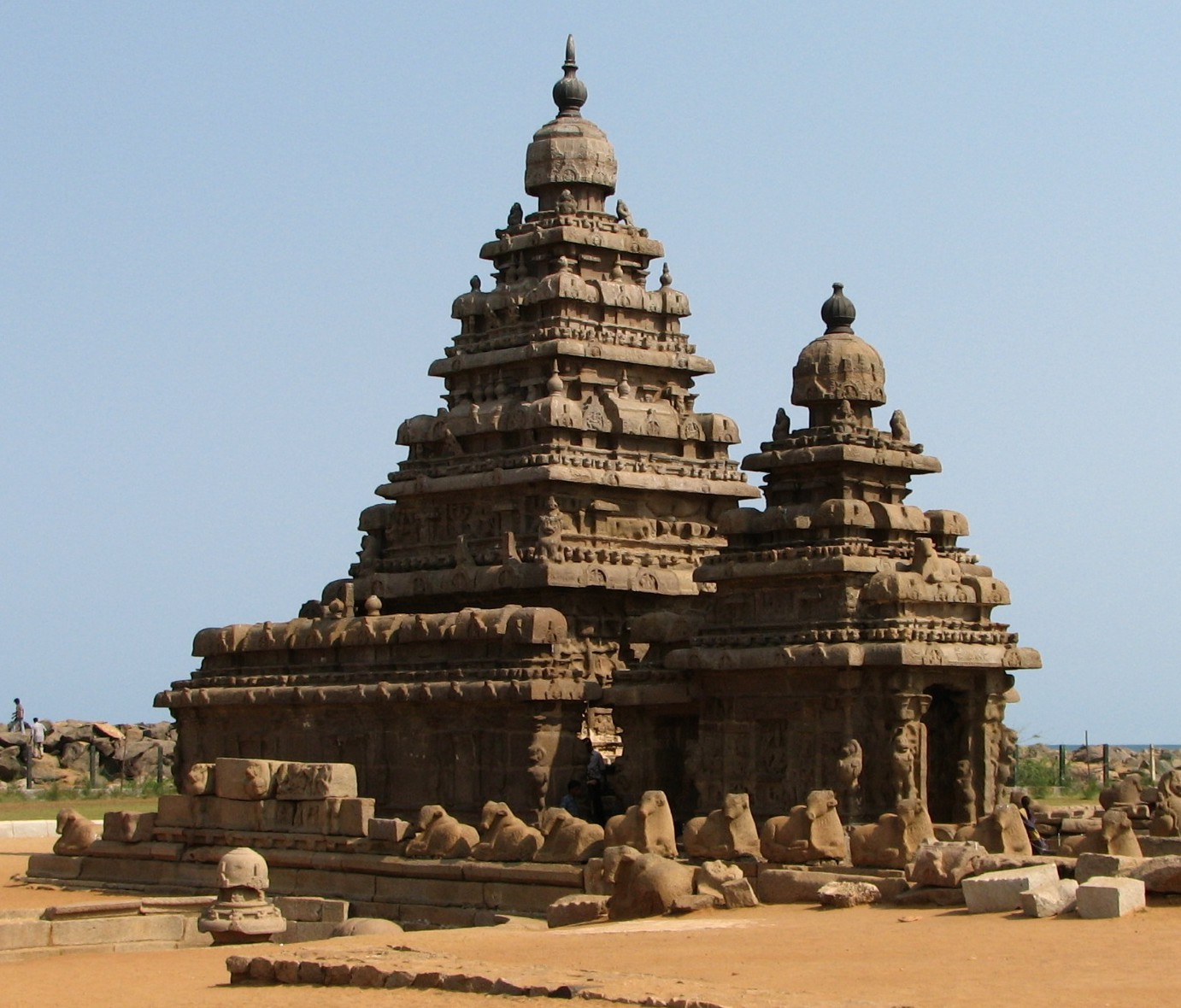
Temple monolític de Pancha Rathas, finals del s. VII

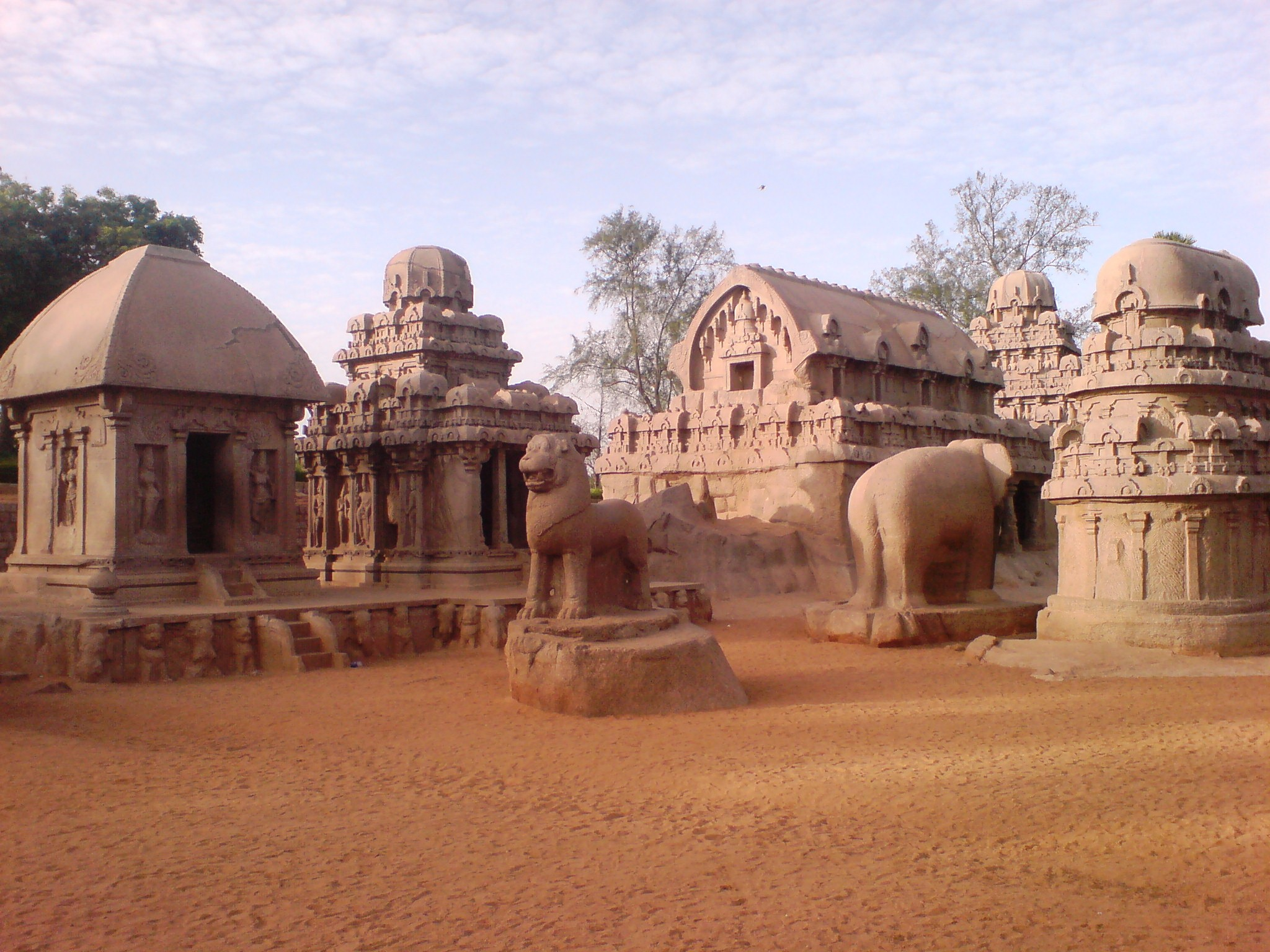
Temples monolítics tallats a la roca de Pancha Rathas, finals del s. VII

Els arquitectes de la dinastia Pallava començaren la talla de roca per a la creació de còpies monolítiques d'edificacions destinades a temples. Una característica de la distribució dels temples excavats a la roca fins a l'època dels primers Pallava era que no són més al sud d'Arakandanallur, amb la sola excepció de Tiruchitrapalli, a la riba sud del riu Kaveri, el tradicional límit meridional entre nord i sud. A més, al sud del riu no hi havia en general bones parets exposades de granit per tallar edificacions en roca.
Un temple monolític es talla en una roca gran i s'excava per imitar un temple de fusta o de maçoneria amb adorns de paret i obres d'art. Pancha Rathas és un exemple d'arquitectura monolítica índia tallada a la roca, que data de finals del s. VII i és a Mamallapuram, un lloc declarat Patrimoni Mundial per la Unesco.
El temple 16 de les coves d'Ellora —a l'altiplà del Dècan hui a Maharashtra— el temple Kailash, és un enorme temple monolític dedicat a Xiva, singular, ja que ha estat excavat de dalt a baix en lloc de la pràctica habitual de tallar al vessant d'un turó. El temple Kailash es feu amb una única i enorme excavació de dalt a baix, a la roca volcànica basàltica del penya-segat. L'encarregà al s. VIII el rei Krishna I trigà més de 100 anys a completar-se. Hi ha 34 coves construïdes en aquest lloc, però les altres 33, hindús, budistes i jainites, s'excavaren al costat de la roca de l'altiplà. L'efecte que causa el temple Kailash és el d'un temple aïllat envoltat de petits santuaris en coves tallades a la mateixa roca negra: és tallat amb figures de déus i dees dels hindús Purana, juntament amb éssers místics com nimfes i músics celestials i figures de bona fortuna i fertilitat. Les coves d'Ellora també són Patrimoni de la Humanitat.
No hi ha una escletxa temporal que separe la creació de temples excavats a la roca i temples aïllats monolítics, ja que se'n desenvoluparen en paral·lel. La construcció d'edificacions independents, especialment de temples budistes, començà al s. III ae, mentre que els temples hindús es construïren a partir del s. V de. Mentrestant, els temples tallats en roca van continuar excavant-se fins al s. XII.

## Galeria d'imatges

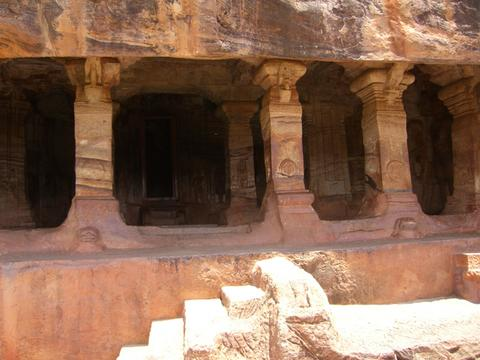
Cova jainita Badami
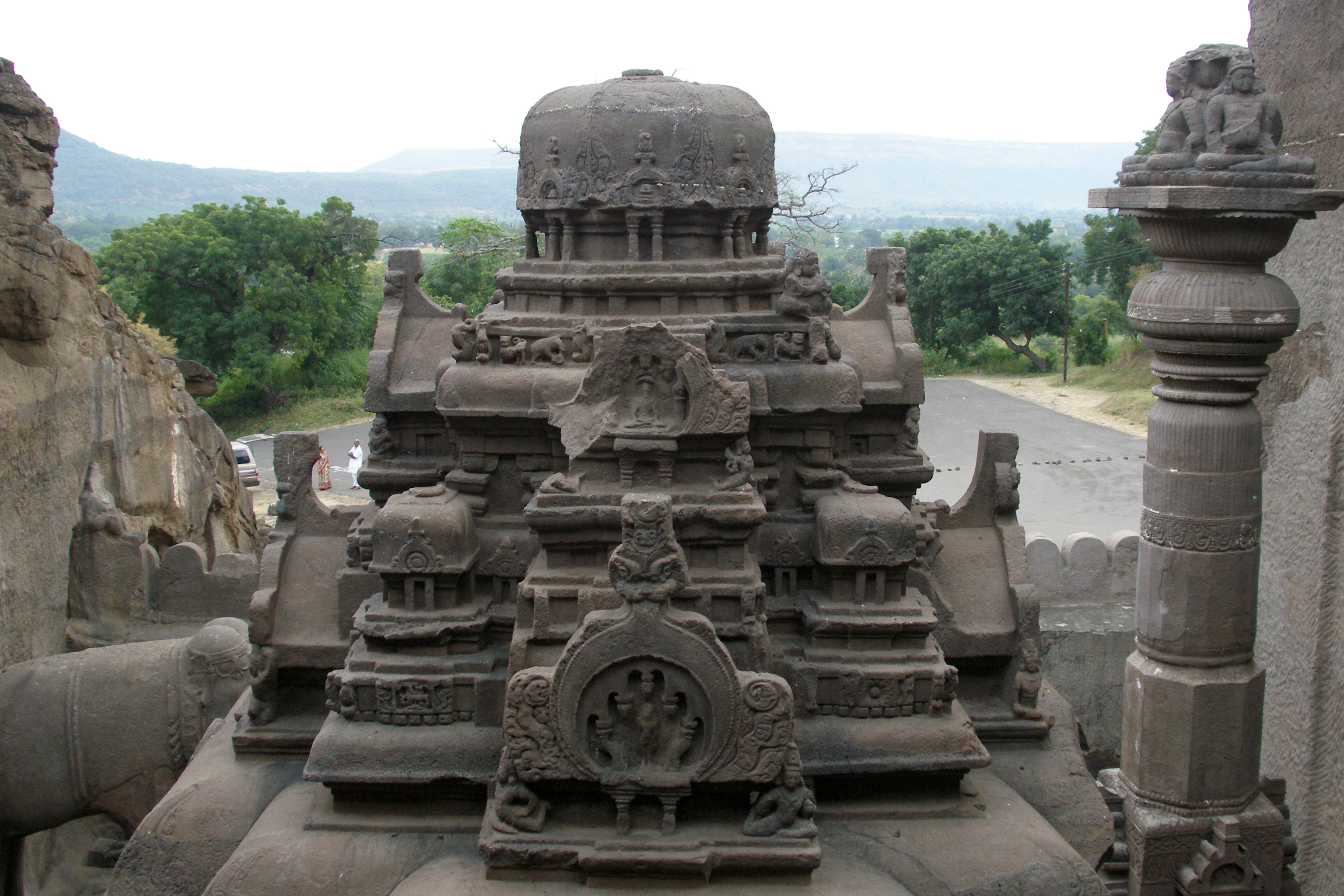
Cova jainita núm. 30 a Ellora
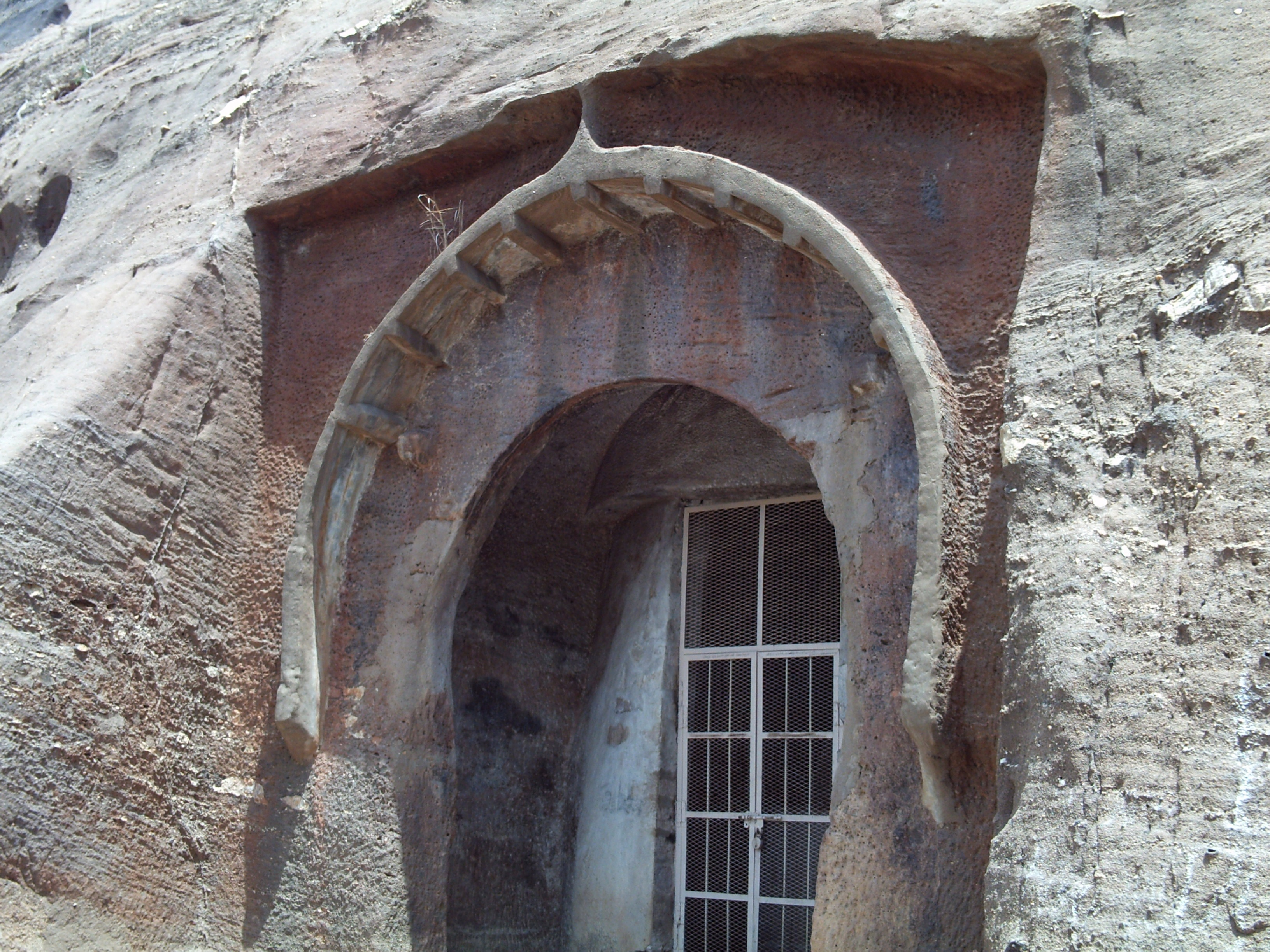
Entrada del temple de la cova de Rockcut a Guntupalle, Andhra Pradesh

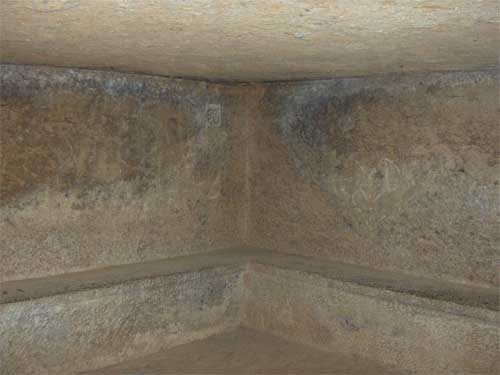
Jaços avançats en els primers viharas a les coves de Kanheri
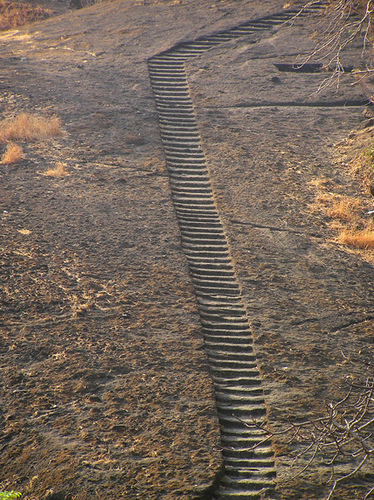
Escala tallada en roca que condueix a Kanheri
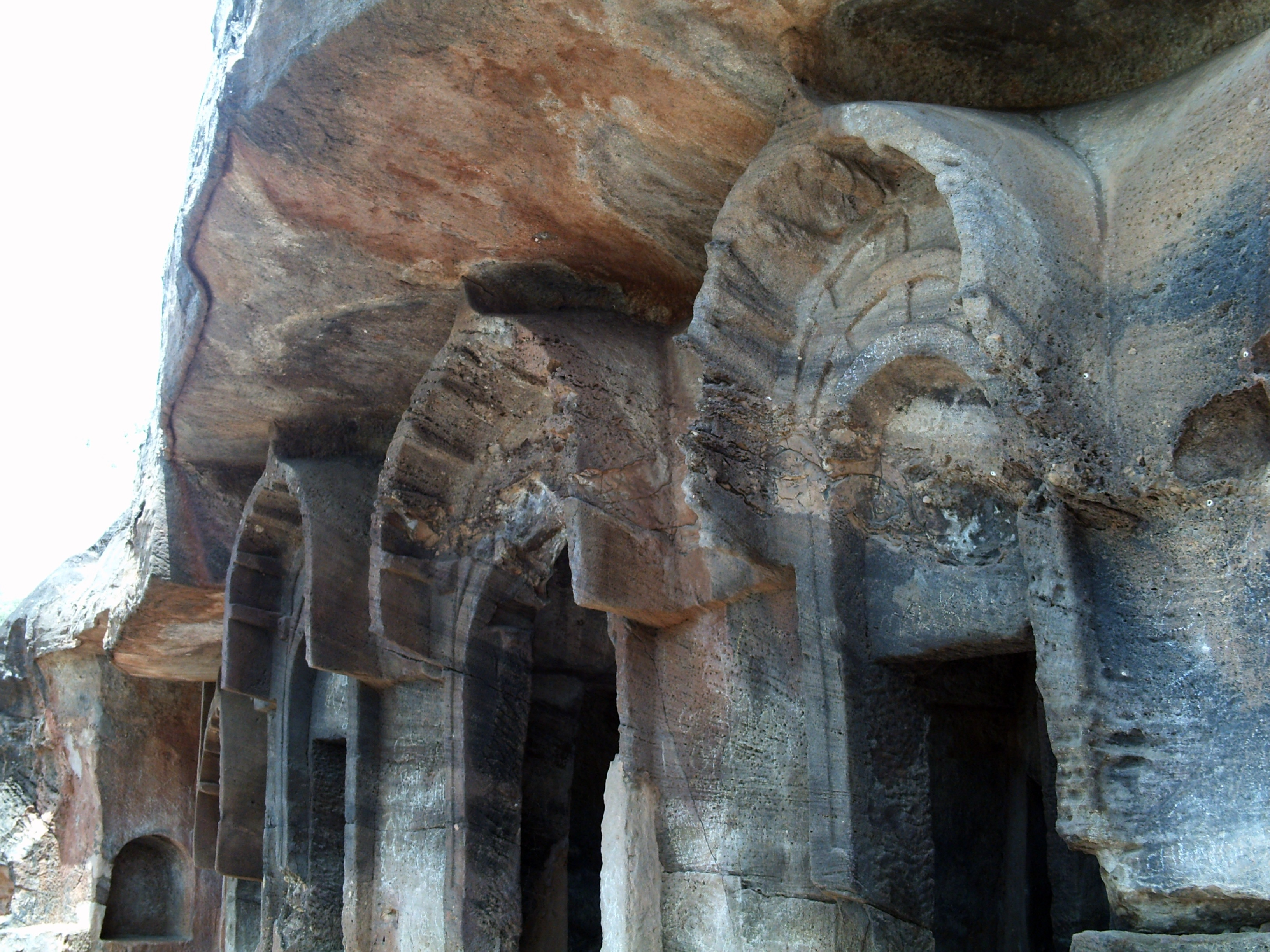
Coves rupestres de Guntupalle, Andhra Pradesh
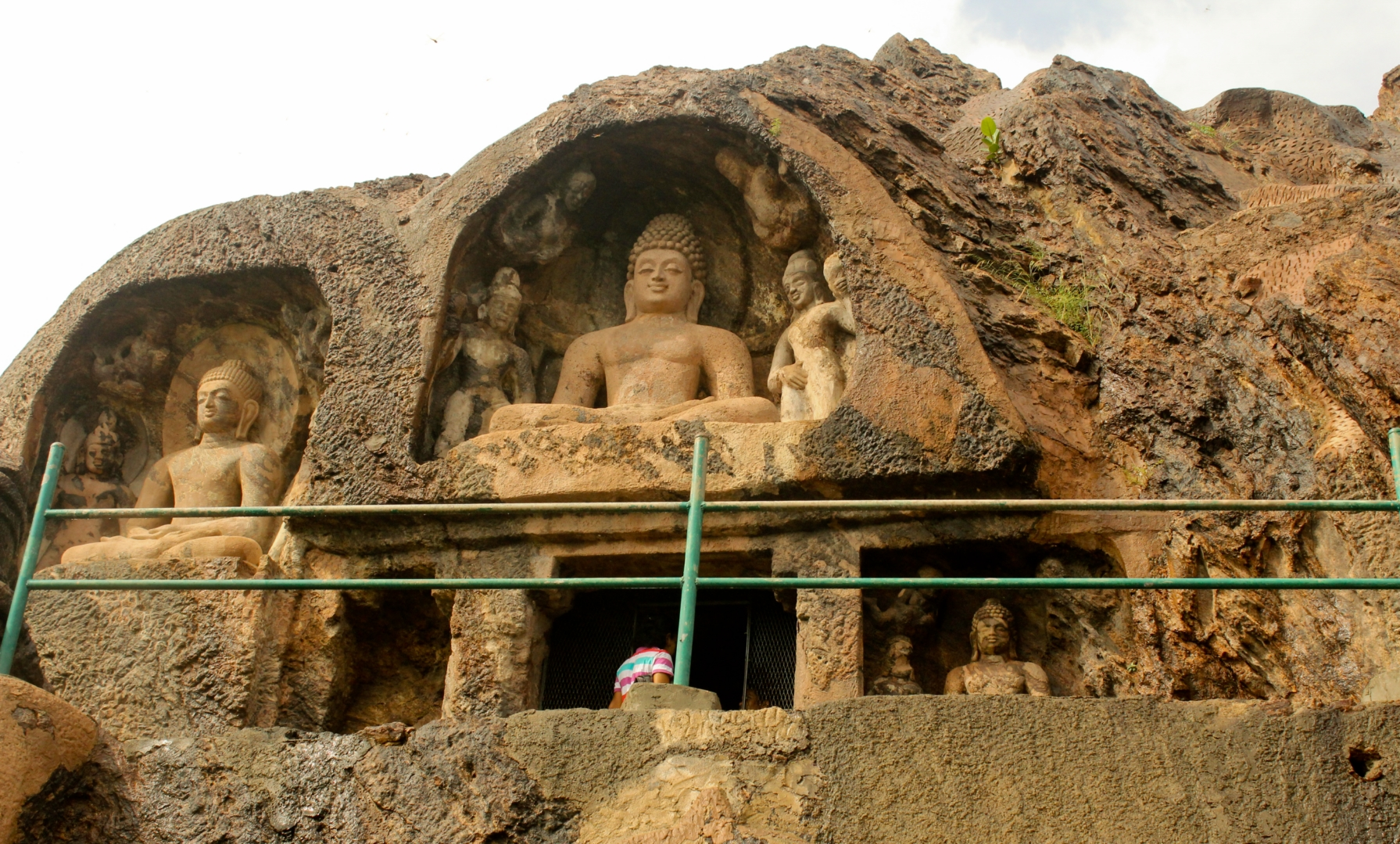
Estàtues de Buda tallades a la roca, Bojjannakonda
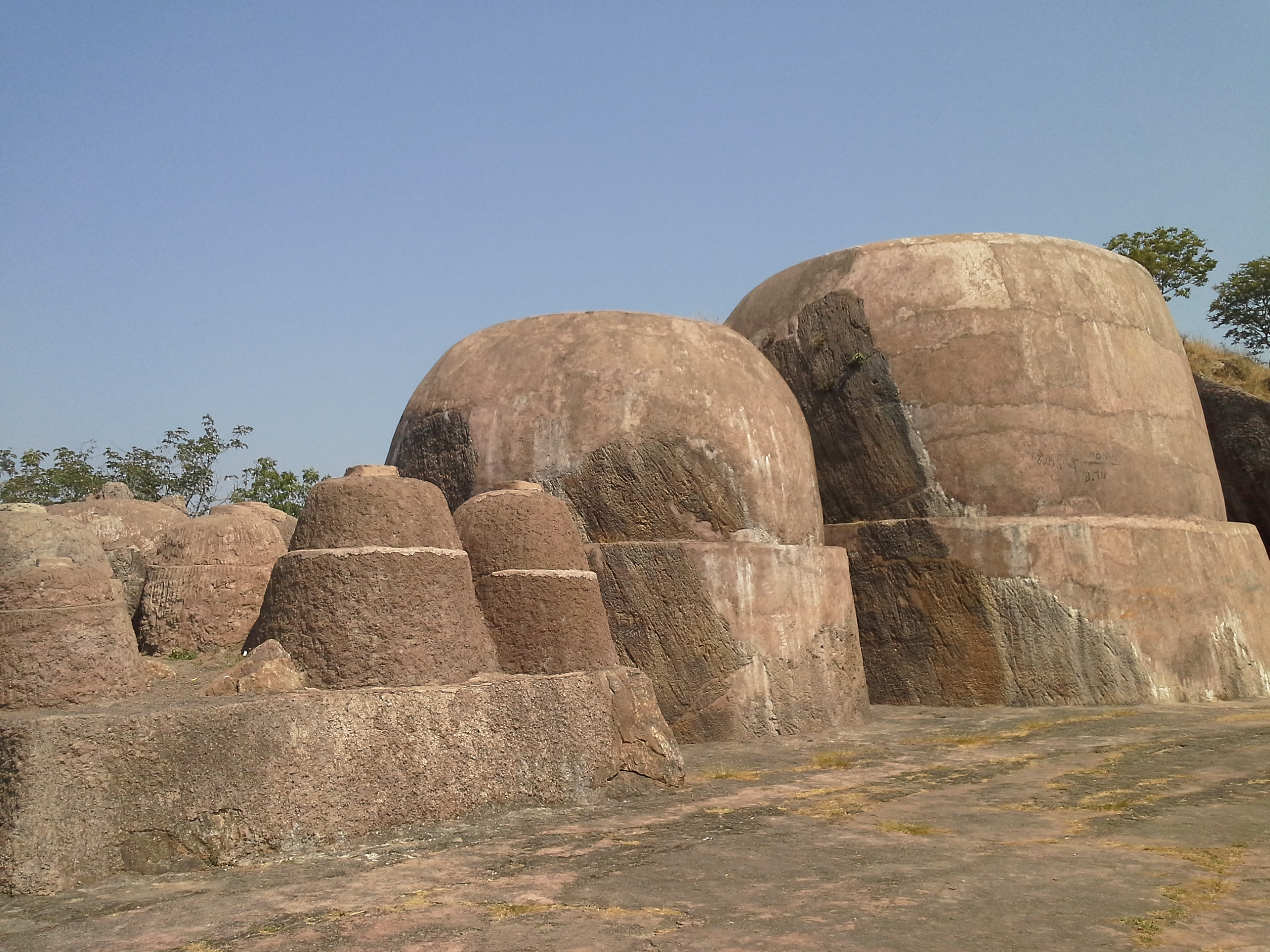
Vista de les grans stupas de pedra tallada a la roca a Lingalakonda, Andhra Pradesh

## Monuments tallats a l'Índia
- Badami
- Coves de Bagh

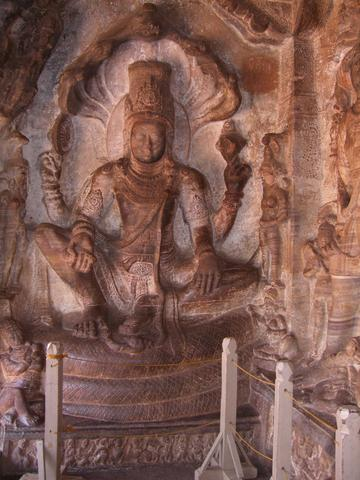
Cova núm. 3 de Badami, Vishnu

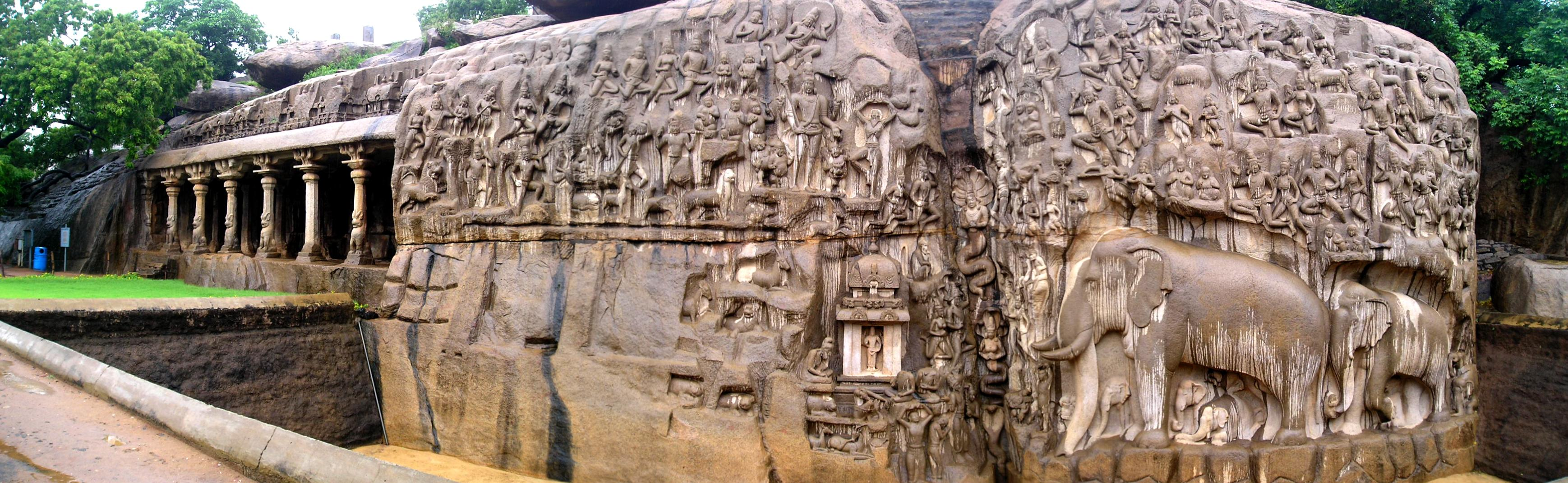
Relleu en roca a Mahabalipuram

- Coves d'Ellora: té 12 temples budistes, 17 hindús i 5 jainites.[34]
- Coves de Kanheri
- Coves de Lenyadri
- Mahabalipuram
- Pancha Rathas
- Kalugumalai Jain
- Coves de Pandavleni
- Pitalkhora
- Coves d'Undavalli
- Temple en cova Varaha
- Temple Masroor a Kangra
- Lloc budista de Bojjannakonda
- Lloc budista de Guntupalle
- Ramatheertham, Andhra Pradesh